# 穴水警察署
穴水警察署（あなみずけいさつしょ）は、かつて石川県鳳珠郡穴水町字川島にあった石川県警察の警察署である。
2012年4月1日に隣接する輪島警察署と統合し廃止。警察署廃止後は、輪島警察署穴水庁舎（わじまけいさつしょあなみずちょうしゃ）として名称を変更した。

## 沿革
- 2012年4月1日 - 輪島警察署と統合し廃止。統合後は輪島警察署穴水庁舎となった。

## 所在地
- 石川県鳳珠郡穴水町字川島カ4番地1[1]

## 組織
庁舎所属長は警部が務めており、庁舎所在地交番（警部交番）が設置されている。また、これ以外にも庁舎には以下の組織が編成されている。
- 機動警ら係[3]
- 交通係（運転免許更新業務など）[3]

## 管轄区域
旧穴水警察署
- 鳳珠郡穴水町
- 輪島市門前町

穴水庁舎所在地交番
- 鳳珠郡穴水町の一部（概ね穴水町西部）
  - 穴水町役場やのと鉄道穴水駅などの主要施設や、のと里山海道穴水ICなどの主要交通網が管轄に含まれている。

## 交番・駐在所
以下は旧穴水警察署が管轄となっていた交番と駐在所。統合後は輪島警察署の管轄となっている。

### 交番
- 署所在地交番（鳳珠郡穴水町字川島）
- 門前交番（輪島市門前町走出）

### 駐在所
鳳珠郡穴水町
- 比良駐在所（穴水町字比良）
- 甲駐在所（穴水町字甲）
- 諸橋駐在所（穴水町字前波）

輪島市門前町
- 浦上駐在所（輪島市門前町浦上）
- 皆月駐在所（輪島市門前町皆月）
- 道下駐在所（輪島市門前町道下）
- 剱地駐在所（輪島市門前町剱地）